# Úhořovcovití
Úhořovcovití (Congridae) jsou čeleď holobřichých ryb.

## Charakteristika
Úhořovcovití zahrnují středně velké až velké mořské holobřiché ryby. Délka těla některých zástupců přesahuje i 300 cm a hmotnost dospělých jedinců může činit více než 60 kg. Hadovité tělo mají v přední části zaoblené, v zadní části zploštělé. Tělo je holé, nepokryté šupinami, dobře vyvinutá je nicméně postranní čára. Celkový počet obratlů činí 105–225. Většina úhořovcovitých si zachovává prsní ploutve, jež však byly u některých zástupců redukovány. Žaberní otvory jsou relativně nevýrazné. Chrup se omezuje na pásy malých zubů na čelistech a střeše tlamy. Zbarvení nebývá nijak nápadné, zástupci rodu Lumiconger jsou však schopni světélkování.
Úhořovcovití jsou děleni do následujících třech podčeledí:
- Congrinae: zahrnuje rody Acromycter, Conger, Gnathophis, Hildebrandia, Lumiconger, Macrocephenchelys, Rhechias, Rhynchoconger, Uroconger a Xenomystax, paprsky hřbetní a řitní ploutve jsou segmentované a prsní ploutve jsou dobře vyvinuté;
- Heterocongrinae: zahrnuje rody Gorgasia a Heteroconger, paprsky hřbetní a řitní ploutve jsou nesegmentované, prsní ploutve jsou redukovány;
- Bathymyrinae: zahrnuje rody Ariosoma, Bathymyrus, Chiloconger, Kenyaconger, Parabathymyrus a Paraconger, paprsky hřbetní a řitní ploutve jsou nesegmentované, prsní ploutve jsou dobře vyvinuty.

## Chování a ekologie

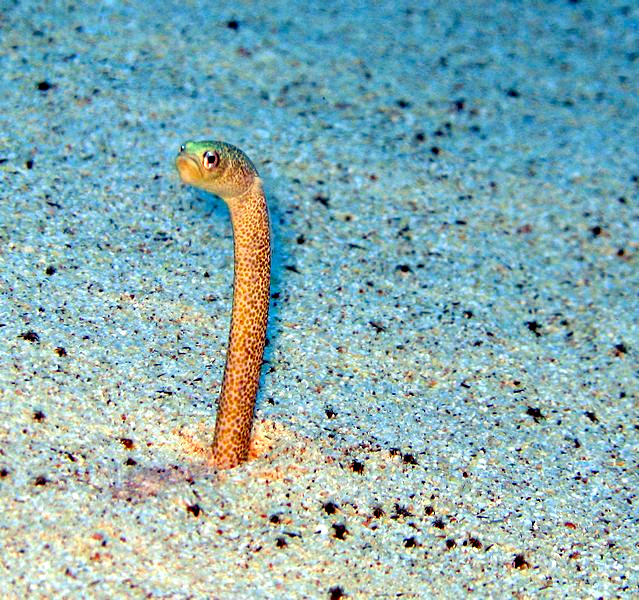
Úhořovec Sillnerův

Žijí v různých hloubkách v tropických až mírných oblastech Atlantského, Indického a Tichého oceánu. Některé druhy obývají různé úkryty v útesech, odkud se v noci vydávají lovit ryby a korýše, zástupci podčeledi Heterocongrinae jsou nicméně známí pro své kolonie na písčitých dnech mělkých pobřežních vod. Koloniální úhořovci se zavrtávají do písku ocasem napřed a vytvářejí si zde trubicovité úkryty. Z nich následně vysunují pouze přední polovinu těla, nastavují ji vodnímu proudu a živí se unášeným planktonem, přičemž vždy jsou připraveni zmizet v písku v případě hrozícího nebezpečí. Tento způsob života jim vynesl anglické pojmenování „zahradní úhoři“ („garden eels“). Z koloniálně žijících zástupců lze jmenovat např. úhořovce Hassova (Heteroconger hassi), nejhojnější druh úhořovce v Indickém oceánu; anebo úhořovce Sillnerova (Gorgasia sillneri), jenž v několikatisícových koloniích obývá písčité svahy Rudého moře.
Na rozdíl od některých jiných holobřichých ryb není pro rozmnožování úhořovcovitých charakteristické migrační chování (koloniálně žijící druhy se rozmnožují přímo v těchto koloniích). Vývoj probíhá přes průhlednou planktonní, tzv. leptocefalovou larvu, jež se objevuje i u dalších příbuzných skupin. Podlouhlé larvy se ve vodě často svinují, čímž možná mimikují medúzy a chrání se tak před útoky možných predátorů.
Některé druhy úhořovců jsou ceněny ve sportovním a hospodářském rybolovu, zejména úhořovec mořský (Conger conger) ze severního Atlantiku, Středozemního, Černého a Baltského moře, v menší míře úhořovec americký (C. oceanicus) žijící u pobřeží USA a úhořovec argentinský (C. orbignianus) žijící u pobřeží Brazílie a Argentiny.